# Bernd Taller
Bernd Taller (* 27. September 1957 in Malsch) ist ein deutscher Finanzwirt, Journalist und Buchautor, der unter anderem als Experte in den Fernsehsendungen Treffpunkt Freizeit des SWR und in der Sendung ZDF-Morgenmagazin zu sehen war. Seinen ersten Artikel veröffentlichte er im Alter von 17 Jahren in der Angelzeitschrift Fisch & Fang. Darauf folgten etliche Artikel in weiteren Fischermagazinen.

## Publikationen
- Angelfaszination Alpenseen: Die besten Gewässer in Deutschland, Österreich und der Schweiz. Leopold Stocker Verlag, 2018, ISBN 978-3-7020-1726-2.
- Wundervoller Walchensee: Angeltipps, Historie, Anekdoten. Fischereigenossenschaft Walchensee, 2003.
- Angelfaszination zwischen Schwarzwald und Bodensee. Einhorn Verlag, 2007, ISBN 978-3-936373-349.
- Wann beißt welcher Fisch? Kosmos Verlag, 2010, ISBN 978-3-440120-866.

| Personendaten    | Personendaten                                       |
| ---------------- | --------------------------------------------------- |
| NAME             | Taller, Bernd                                       |
| KURZBESCHREIBUNG | deutscher Finanzwirt, Angeljournalist und Buchautor |
| GEBURTSDATUM     | 27. September 1957                                  |
| GEBURTSORT       | Malsch (Landkreis Karlsruhe)                        |